# 钱普和梅杰
钱普和梅杰，或称为冠军和少校，是由现任美国总统乔·拜登与第一夫人吉尔·拜登所豢养的两只德国牧羊犬。它们随同乔·拜登家庭在2020年总统大选获胜后进入白宫，并正式成为美国第一宠物。 钱普是两条狗中较年长的，它早在拜登担任副总统时便来到华盛顿特区。它在2009年1月至2017年1月期间居住于天文台环路一号；而在2020年1月跟随拜登夫妇入住白宫后，于2021年6月过世。梅杰则是全美第一只居住在白宫的收容犬。
在特朗普时期，白宫是没有任何宠物的。这和波尔克总统时期构成了白宫史上唯二没有宠物的时期。而在历任豢养白宫宠物的总统里，约翰·肯尼迪与其妻子杰奎琳也养过两只德国牧羊犬，分别叫做香农（Shannon）与克利伯（Clipper）。

## 宠物简介

### 钱普
乔·拜登曾向妻子承诺，如果贝拉克·奥巴马赢得美国总统，他就在2008年美国总统大选之后购买一只狗。 吉尔·拜登录制了不少狗类视频并在乔·拜登搭乘飞机参加竞选的旅途中给他观看。 他从宾夕法尼亚州的一名饲养员处购买了这只狗。这只狗出生于2008年10月，并被他的孙女起名为“钱普”。这个名字让拜登响起了祖父给他的建议，“不管你在什么时候被打倒，冠军（钱普名字的含义），站起来！” 拜登对德国牧羊犬非常感兴趣，过去还曾亲自训练过它们。 在乔·拜登担任副总统期间，他还会向孩子们提供以钱普为原型而制作的毛绒玩具。
2021年6月19日，白宫对外宣布钱普去世。“在我们最快乐的时刻和最悲伤的日子里，他都和我们在一起，他细察我们任何不曾宣之于口的感觉和情绪，”声明中写道，“我们如此爱他，并将永远想念他。” 根据白宫的这份声明，钱普“是在家中平静地死去”。中華民國總統蔡英文亦在推特上發推文向錢普表示慰問。

### 梅杰
出生于2018年1月的梅杰是自小就居住在一个曝露于有毒物质的垃圾窝中， 虽然它后来被拯救出来，但是它当时的主人已经无力负担它的治疗费用。 它于2018年早些时候在特拉华州人道主义协会旗下的动物庇护所里被拜登家庭收养，随后便自年底开始就一直与他们在一起。据说乔·拜登正式领养梅杰的那天，他用了整整一个小时“讲故事并和其他工作人员自拍”。 梅杰这个名字的由来并没有被拜登家庭公开过；但据信与乔·拜登和他的第一任妻子内莉亚·亨特所生的长子博·拜登有关，因为博在特拉华州国民警卫队服役期间曾为“少校（Major）”。

## 相关词条
- 美国第一宠物

### 脚注
1. ↑  正式译名参考自美国国务院国际信息局所管理的网站ShareAmerica的报道《拜登总统从收容所领养的爱犬成为“第一宠物”》。
2. ↑  该译名参考自英国广播公司报道《美國大選：拜登的寵物犬「冠軍」和「少校」，以及白宮內曾經的寵物》。

### 出典
1. ↑  Daniella Byck. . 华盛顿人（英语：Washingtonian (magazine)） (华盛顿特区: 华盛顿人杂志公司). 2020-11-08  [2021-06-20]. （原始内容存档于2021-01-25） （英语）.
2. ↑  Maria Cramer. . 纽约时报 (纽约市: 纽约时报公司). 2021-06-19  [2021-06-20]. （原始内容存档于2022-02-04） （英语）.
3. ↑  Veronica Stracqualursi; Kate Bennett. . CNN (亚特兰大市: 特纳广播公司). 2021-06-19  [2021-06-20]. （原始内容存档于2021-12-21） （英语）.
4. 1 2  Teo Armus. . 华盛顿邮报 (华盛顿特区: 华邮公司). 2020-11-09  [2021-06-20]. （原始内容存档于2021-02-12） （英语）.
5. ↑  Sophie Vershbow. . 时尚.   [2021-06-20]. （原始内容存档于2020-11-07） （英语）.
6. ↑  Christina Morales. . 纽约时报 (纽约市: 纽约时报公司). 2020-11-08  [2021-06-20]. （原始内容存档于2020-11-08） （英语）.
7. 1 2 3 4  Bonnie Wertheim. . 纽约时报 (纽约市: 纽约时报公司). 2020-11-10  [2021-06-20]. （原始内容存档于2020-11-10） （英语）.
8. ↑  Georgia Slater. . 人物. 2020-11-07  [2021-06-20]. （原始内容存档于2020-11-07） （英语）.
9. 1 2 3 4  Dareh Gregorian. . NBC新闻. 国家广播公司. 2020-11-10  [2021-06-20]. （原始内容存档于2020-11-11） （英语）.
10. ↑  . TheList.com.   [2021-06-20]. （原始内容存档于2021-06-22） （英语）.
11. 1 2  Carol E. Lee. . 政客 (阿灵顿县: 首都新闻公司（英语：Capitol News Company）). 2008-12-25  [2021-06-20]. （原始内容存档于2020-11-10） （英语）.
12. 1 2  . BBC在线. 英国广播公司.   [2021-06-20]. （原始内容存档于2020-11-09） （英语）.
13. 1 2  乔·拜登; 吉尔·拜登. . 美国白宫.   [2021-06-20]. （原始内容存档于2022-01-28）.
14. ↑  . 自由時報. 2021-06-20  [2021-06-20]. （原始内容存档于2021-06-20）.
15. ↑  Karen Mizoguchi. . 人物.   [2021-06-25]. （原始内容存档于2020-11-07）.

| 榮銜                                          | 榮銜                                                                      | 榮銜 |
| --------------------------------------------- | ------------------------------------------------------------------------- | ---- |
| 前任者： 阿博和桑尼 贝拉克·奥巴马的葡萄牙水犬 | 美国第一犬 2021年1月24日–迄今（梅杰） 2021年1月24日–2021年6月19日（钱普） | 現任 |